# Argina notata
Argina notata là một loài bướm đêm thuộc phân họ Arctiinae, họ Erebidae.